# Liga Națională de Fotbal a Rusiei
Liga Națională de Fotbal a Rusiei (FNL; în rusă Первенство Футбольной Национальной Лиги, Pervenstvo Futbolnoi Naționalnoi Lighi) este cel de-al doilea eșlon al sistemului fotbalistic din Rusia. Până în 2010, inclusiv, s-a numit Prima Divizie (în rusă Первый дивизион).
În competiție participă 20 de cluburi. La sfârșitul fiecărui sezon, primele două clasate promovează în Prima Ligă Rusă, iar ultimile 5 cluburi clasate retrogradează în Divizia 2 Rusă.

## Cluburile sezonului 2015–16
| - Arsenal Tula - Baikal Irkutsk - Baltika Kaliningrad - Fakel Voronej - Gazovik - KAMAZ Naberejnîe Celnî - Luci-Energhia Vladivostok - Sibir Novosibirsk - Șinnik Iaroslavl - SKA-Energhia Kabarovsk | - Sokol Saratov - Spartak-2 Moscova - Tom Tomsk - Torpedo Armavir - FC Tosno - FC Tiumen - FC Volga Nijni Novgorod - Volgar Astrahan - FC Enisei Krasnoyarsk - Zenit-2 Saint Petersburg |

## Campioane
| Sezon   | Campioana                                                                                           | Au mai promovat                       | Golgheter |
| ------- | --------------------------------------------------------------------------------------------------- | ------------------------------------- | --- |
| 1992    | Zhemchuzhina-Amerus (West) KAMAZ Naberezhnye Chelny (Centre) Luch Vladivostok (East)                | –                                     | Gocha Gogrichiani (Zhemchuzhina-Amerus, West) – 26 Oleg Teryokhin (Sokol Saratov, Centre) – 27 Vyacheslav Kartashov (Irtysh Omsk, East) – 19               |
| 1993    | Chernomorets Novorossiysk (West, not promoted) Lada Togliatti (Centre) Dinamo-Gazovik Tyumen (East) | –                                     | Sergey Burdin (Chernomorets Novorossiysk, West) – 25 Vladimir Filimonov (Zvezda Perm, Centre) – 37 Vyacheslav Kamoltsev (Dinamo-Gazovik Tyumen, East) – 22 |
| 1994    | Chernomorets Novorossiysk                                                                           | Rostselmash Rostov-on-Don             | Dmitri Silin (Baltika Kaliningrad) – 35 |
| 1995    | Baltika Kaliningrad                                                                                 | Lada Togliatti Zenit Saint Petersburg | Sergei Bulatov (Baltika Kaliningrad) – 29 |
| 1996    | Dinamo-Gazovik Tyumen                                                                               | Șinnik Iaroslavl Fakel Voronezh       | Varlam Kilasonia (Lokomotiv Saint Petersburg) – 22 |
| 1997    | Uralan Elista                                                                                       | –                                     | Aleksei Chernov (Lada-Grad Dimitrovgrad) – 29 |
| 1998    | Saturn Ramenskoe                                                                                    | Lokomotiv Nizhny Novgorod             | Andradina (Arsenal Tula) – 27 |
| 1999    | Anzhi Makhachkala                                                                                   | Fakel Voronezh                        | Konstantin Paramonov (Amkar Perm) – 23 |
| 2000    | Sokol Saratov                                                                                       | Torpedo-ZIL Moscova                   | Andrei Fedkov (Sokol Saratov) – 26 |
| 2001    | Șinnik Iaroslavl                                                                                    | Uralan Elista                         | Vitaly Kakunin (Neftekhimik Nizhnekamsk) – 20 |
| 2002    | Rubin Kazan                                                                                         | Chernomorets Novorossiysk             | Vyacheslav Kamoltsev (Chernomorets Novorossiysk) – 20 David Chaladze (Rubin Kazan) – 20                                                                    |
| 2003    | Amkar Perm                                                                                          | Kuban Krasnodar                       | Alexander Panov (Dynamo Saint Petersburg) – 23 |
| 2004    | Terek Groznâi                                                                                       | Tom Tomsk                             | Andrei Fedkov (Terek Grozny) – 38 |
| 2005    | Luch-Energia Vladivostok                                                                            | Spartak Nalchik                       | Yevgeni Alkhimov (Lokomotiv Chita) – 24 |
| 2006    | Khimki                                                                                              | Kuban Krasnodar                       | Yevgeni Alkhimov (Ural Sverdlovsk Oblast) – 25 |
| 2007    | Șinnik Iaroslavl                                                                                    | Terek Grozny                          | Dmitri Akimov (Sibir Novosibirsk) – 34 |
| 2008    | FC Rostov                                                                                           | Kuban Krasnodar                       | Denis Popov (Torpedo Moscova/Chernomorets Novorossiysk) – 24                                                                                               |
| 2009    | Anji Mahacikala                                                                                     | Sibir Novosibirsk Alania Vladikavkaz  | Aleksei Medvedev (Sibir Novosibirsk) – 18 |
| 2010    | Kuban Krasnodar                                                                                     | Volga Nizhny Novgorod Krasnodar       | Otar Martsvaladze (Volga Nizhny Novgorod) – 21 |
| 2011–12 | Mordovia Saransk                                                                                    | Alania Vladikavkaz                    | Ruslan Mukhametshin (Mordovia Saransk) – 31 |
| 2012–13 | Ural Sverdlovsk Oblast                                                                              | Tom Tomsk                             | Spartak Gogniyev (Ural Sverdlovsk Oblast) – 17 |
| 2013–14 | Mordovia Saransk                                                                                    | Arsenal Tula Torpedo Moscova FC Ufa   | Aleksandr Kutyin (Arsenal Tula) – 19 |
| 2014–15 | Krîlia Sovetov Samara                                                                               | Anji Mahacikala                       | Yannick Boli (Anji Mahacikala) – 15 |